# 草木も人も (サティ)
草木も人も (コラール『くさきもひとも』、ドイツ語: Choral Nun ruhen alle Wälder) は、エリック・サティ編曲のピアノ作品。
讃美歌41番『草木も人も』にサティが和声付けした作品で、1906年に編曲された。

## 概要
讃美歌41番『草木も人も』は、J.S.バッハによる『4声コラール集』に含まれているコラール『草木も人も』(ドイツ語: Nun ruhen alle Wälder、BWV392) の旋律のもとになった曲で、同じ旋律にサティが和声付けした編曲が本作品である。1906年に編曲された。
『草木も人も』の旋律は、ルネサンス時代のドイツの世俗歌 Innsbruck, ich muss dich lassen (インスブルックよ、私は去らねばならない) がオリジナルで、後にパウル・ゲルハルトがヒムヌス O Welt, ich muß dich lassen (おお世界よ、私はこの世を去らねばならない) を書いた際にもそのメロディーとして使われた。更にゲルハルトは讃美歌『草木も人も』を作った際にも同じ旋律を使っている。
サティは最初期の頃からドイツ音楽に興味を抱かず、むしろワーグナーの音楽を嫌悪したり、『干からびた胎児』の第2曲、第3曲のように揶揄の対象にしているのに対し、この曲ではサティは珍しくバッハの音楽に真面目に取り組んでいる。
1906年はサティがスコラ・カントルムに入学して作曲技術の再勉強を始めた翌年にあたり、学校からの課題として編曲されたのではないかとも考えられるが不確かである。なお、この曲はロベール・キャビ―校訂による『12の小コラール』(スコラ・カントルムから出された課題をまとめた曲集) には含まれていない。
編曲のもとになっているコラールは、バッハの『マタイ受難曲』『ヨハネ受難曲』の他に、メンデルスゾーンの未完のオラトリオ『キリスト』第2部の最後に置かれたコラール『イエスは背負う』(ドイツ語: Er nimmt auf seinen Rücken) としても使われている。

## 録音
- Satie, Complete Piano Works, Vol.4, Grand Piano GP 823, 2019年録音、Nicholas Horvath（英語版） (ピアノ) (世界初録音)

### 注
1. ↑  ヨハネス・ツァーン（英語版） 編纂による教会ドイツ歌曲集では2293b、アルベルト・リーメンシュナイダー（英語版）編集によるバッハのコラール集では289番。
2. ↑  第10曲「われなり、われこそ償いに」(ドイツ語: Ich bin's, ich sollte büßen)、第37曲「たれぞ汝をかく打ちたるか」(ドイツ語: Wer hat dich so geschlagen)
3. ↑  第11曲「たれぞ汝をかく打ちたるか」(ドイツ語: Wer hat dich so geschlagen)